# Wok I. von Krumau
Wok I. von Krumau (auch Wok von Krumau, Skalitz und Ledenitz; tschechisch Vok z Krumlova; auch Vok z Krumlova, ze Skalice a z Ledenic; † 5. Januar 1300) war ein böhmischer Adliger. Er entstammte dem Krumauer Familienzweig der Witigonen.

## Leben
Woks Eltern waren Budiwoj von Krumau und Perchta von Falkenstein. Sie war eine Enkelin des Kalhoch II. von Falkenstein, des Begründers des Zisterzienserstifts Schlägl. Erstmals belegt ist Wok für das Jahr 1272, als er am 19. März zusammen mit seinen Brüdern Zawisch von Falkenstein und Witiko eine Urkunde der Brüder Heinrich und Witiko von Rosenberg († 1277) beurkundete, mit der diese dem Stift Hohenfurt das Patronatsrecht über die Kirche von Raabs übertrugen. 
Nach der Hinrichtung ihres Bruders Zawisch 1290 durften Wok und Witiko ihre Besitzungen behalten. Für Zawischs Seelenheil stifteten sie dem Kloster Hohenfurt die Dörfer Ulrichschlag, Klein-Drasen und Hohenschlag. Entsprechend dem im Kloster Hohenfurth verfassten Nekrolog starb Wok von „Crumpnaw“ am 5. Januar 1300. Sein Leichnam wurde in der Familiengruft der Klosterkirche beigesetzt.